# Game of Shadows
Game of Shadows é um livro escrito por Mark Fainaru-Wada e Lance Williams, repórteres do San Francisco Chronicle, publicado em 23 de março de 2006. Quando a Sports Illustrated liberou trechos do livro em 7 de março daquele ano, isso gerou muita repercussão porque o livo narra o suposto uso extensivo de drogas anabolizantes, incluindo vários tipos diferentes de esteróides e hormônios do crescimento, pelo jogador de beisebol do San Francisco Giants Barry Bonds.